# Meczet Merdinli
Meczet Merdinli (azerbejdżański: Mərdinli məscidi) to zniszczony meczet znajdujący się w Shusha w Azerbejdżanie. Znajduje się około 350 km od Baku, stolicy Azerbejdżanu. Meczet znajdował się w sąsiedztwie Merdinli. Meczet w Merdinli był jednym z 17 funkcjonujących meczetów w Shusha pod koniec XIX wieku. Meczet znajdował się w Państwowym Rezerwacie Historyczno-Architektonicznym Shusha, wpisanym na Listę Światowego Dziedzictwa.
Meczet został zniszczony po zajęciu Szuszy przez siły ormiańskie w 1992 roku.